# Natriumuranaat
Natriumuranaat (Na2UO4) is een natriumzout van uranium. De stof komt voor als een geel-oranje poeder, dat vroeger bij het pottenbakken werd gebruikt om een gele schijn in glazuur te verkrijgen. Het werd ook verwerkt in porseleinen tandprotheses om het een natuurlijke kleur te geven, meestal vermengd met cerium(IV)oxide.